# Skirpenbeck
Skirpenbeck är en ort och civil parish i Storbritannien.   Den ligger i kommunen East Riding of Yorkshire och riksdelen England, i den centrala delen av landet, 280 km norr om huvudstaden London. Skirpenbeck ligger 22 meter över havet och antalet invånare är 192.
Terrängen runt Skirpenbeck är platt åt sydväst, men åt nordost är den kuperad. Runt Skirpenbeck är det ganska tätbefolkat, med 139 invånare per kvadratkilometer. Närmaste större samhälle är York, 15,3 km väster om Skirpenbeck. Trakten runt Skirpenbeck består till största delen av jordbruksmark.